# Fraps
Fraps – program do przechwytywania sekwencji wideo z aplikacji lub gier wideo wykorzystujących OpenGL lub DirectX. Powszechnym zastosowaniem programu jest nagrywanie filmów z gier w wysokiej jakości (nieskompresowany format AVI), w rozdzielczości do 7680×4800. Jest on także używany do określania wydajności zestawów komputerowych, poprzez wyznaczanie liczbę klatek na sekundę, jaką osiągają one w danej grze oraz wykonywania screenshotów jako potwierdzenia tej wydajności.